# Johann Kögl
Johann Kögl (* 8. Dezember 1873 in Apetlon; † 30. Juli 1947 ebenda) war ein österreichischer Landwirt und Politiker (CS). Er war Abgeordneter zum Burgenländischen Landtag.

## Leben
Kögl wurde als Sohn des Landwirts Josef Kögl aus Apetlon geboren. Er besuchte die Volksschule und war in der Folge als Landwirt tätig. Kögl war verheiratet.

## Politik
Kögl engagierte sich für die Christlichsoziale Partei und wurde am 15. Juli 1922 in der I. Wahlperiode als Abgeordneter zum Burgenländischen Landtag angelobt. Kögl gehörte zudem in der II. Wahlperiode dem Burgenländischen Landtag an und vertrat die Christlichsoziale Partei bis zum 20. Mai 1927 in diesem Gremium.